# Квадратурная формула Гаусса — Лагерра
В численном анализе квадратурная формула Га́усса — Лаге́рра, или метод Гаусса — Лагерра, — это улучшение формулы численного интегрирования Гаусса.
Квадратурная формула Гаусса — Лагерра аппроксимирует значения интегралов вида:
{\displaystyle \int \limits _{0}^{+\infty }e^{-x}f(x)\,dx}
рядом по {\displaystyle n} точкам:
{\displaystyle \int \limits _{0}^{+\infty }e^{-x}f(x)\,dx\approx \sum _{i=1}^{n}w_{i}f(x_{i}),}
где {\displaystyle x_{i}} — это {\displaystyle i}-й корень полинома Лагерра {\displaystyle L_{n}(x)}, а коэффициенты {\displaystyle w_{i}}:
{\displaystyle w_{i}={\frac {x_{i}}{(n+1)^{2}L_{n+1}^{2}(x_{i})}}.}

## Для функции произвольного вида
Для интеграла произвольной функции можно записать:
{\displaystyle \int \limits _{0}^{+\infty }f(x)\,dx=\int \limits _{0}^{+\infty }f(x)e^{x}e^{-x}\,dx=\int \limits _{0}^{+\infty }g(x)e^{-x}\,dx,}
где {\displaystyle g(x)=f(x)e^{x}}.
Далее можно применить квадратурную формулу Гаусса — Лагерра к новой функции {\displaystyle g(x)}.